# Centro de estudios de los problemas nacionales
El Centro para el Estudio de los Problemas Nacionales (CEPN) fue una organización filosófica y política de Costa Rica surgida en 1939 y que incluía a costarricenses destacados como Rodrigo Facio, Daniel Oduber Quirós, e Isaac Felipe Azofeifa. Aunque originalmente partidarios de un liberalismo social al estilo del Partido Liberal Colombiano de la época, la influencia de Haya de la Torre los hizo girar gradualmente hacia el socialismo. En 1944 el Centro se fusionó con el grupo Acción Demócrata (un sector del Partido Demócrata de León Cortés Castro) liderado por José Figueres Ferrer y formaron el Partido Social Demócrata.